# Teodor Sawielewicz
Teodor Sawielewicz (ur. 12 lutego 1988 w Platerówce) – polski duchowny rzymskokatolicki, prezbiter, autor książek i tekstów piosenek, rekolekcjonista, założyciel społeczności Teobańkologia.

## Życiorys
Jako nastolatek trenował bieganie, jednak kontuzja kolana w 2005 uniemożliwiła mu udział w Mistrzostwach Polski Juniorów w Białymstoku. Zdiagnozowano u niego wtedy chorobę zwyrodnieniową kolana i odradzono kontynuację treningów. Kilka lat później został przyjęty do zakonu, ale po roku został usunięty z powodów zdrowotnych. W 2017 otrzymał święcenia kapłańskie w Archidiecezji Wrocławskiej. W tym roku założył wspólnotę o nazwie Teobańkologia, organizując raz w tygodniu transmisje na żywo z modlitwą w Internecie, w których brało udział kilkaset osób.
Wspólnota rozrosła się znacznie z początkiem pandemii Covid-19, kiedy to w porozumieniu z biskupem Andrzejem Siemieniewskim Teodor Sawielewicz zdecydował się na rozszerzenie działalności. 2 kwietnia 2020, w rocznicę śmierci św. Jana Pawła II, podczas odśpiewania Barki o godzinie 21.37 ponad 180 tysięcy widzów brało udział w transmisji. Organizował wiele akcji modlitewnych, np. “Jerycho - walka duchowa”, “Niniwa - Wielka Pokuta Rodzin”, w każdej z nich brało udział kilkadziesiąt tysięcy osób. W miarę luzowania obostrzeń związanych z pandemią, wiele spotkań było organizowanych na żywo, na terenie całej Polski oraz za granicą. 
We wrześniu 2023 wspólnota Teobańkologii wydała płytę zatytułowaną Niech zstąpi Duch Twój, do której Teodor Sawielewicz napisał teksty utworów. Jest również autorem kilku książek o tematyce religijnej, m.in. Jezu Ty się tym zajmij oraz Siła różańca.